# Кармельский тоннель
Карме́льский тонне́ль (ивр. מנהרות הכרמל‎) — транспортный тоннель в городе Хайфа, Израиль. Связывает северо-восточную и юго-западную части Хайфы. Общая протяжённость составляет 6,5 км. Тоннель призван сократить время, затрачиваемое на поездки из одной части города в другую. Тоннелю присвоен номер 23 в системе автомагистралей Израиля.

## Общие сведения
Тоннель состоит из двух участков длиной 1,6 км и 3,2 км по два параллельных тоннеля в каждом, расположенных под горой Кармель. Тоннель имеет по две полосы движения в каждом направлении. Восточный сегмент, более короткий, протяжённостью 1650 метров, пролегает от развязки Рупин (рядом с торговым центром «Гранд Каньон») до перекрёстка Чек-пост. Западный сегмент, протяжённостью 3200 метров, проходит от развязки Рупин до Хоф ха-Кармель. В районе развязки Рупин организованы съезды, которые дают возможность попасть в различные кварталы центральной части города.
- Высота тоннелей — 6,5 метров
- Ширина каждого тоннеля — 10 метров
- Глубина прокладки — 100—240 метров

Пропускная способность тоннеля — около 70 тысяч транспортных средств в сутки. Тоннель позволяет пересечь всю Хайфу от Чек-поста до южного выезда из города за 6—8 минут при скорости 80 км/ч. Кроме того, тоннель избавил транзитный транспорт от необходимости проезда через центр города. Для сравнения, поездка от района парка высоких технологий «Матам» до перекрёстка Чек-Пост по пути, не проходящему через тоннель, занимает около получаса, а в часы пик — достигает и 50 минут; движение на этом маршруте регулируют 27 светофоров.
Въезды и выезды из тоннеля оборудованы кассовыми терминалами. На июнь 2013 года, стоимость проезда по одной части тоннеля для частного автомобиля составляет 7 шекелей, для общественного транспорта — 21 шекель, для грузовиков — 37 шекелей в часы пик (6:00—11:00 и 15:00—21:00) и 24,5 шекеля в другое время. Цена проезда по всему тоннелю — в 2 раза больше (14, 42, 70 и 49 шекелей, соответственно). Кроме того, предусмотрен абонемент — такой же, как на шоссе 6.
Через тоннель проходит маршрут автобусной компании Супербус "Метронит" под номером 4, а так же маршрут компании Эгед под номером 136.

## История постройки
Первый план по прокладке тоннеля под Кармелем появились во время британского мандата. Тоннель должен был стать частью транспортного коридора, связывающего Сирию со Средиземным морем. Позже, в 1980-е годы, интерес к подобному проекту проявила южноафриканская компания, но переговоры не дошли до стадии реализации.
В начале 1990-х мэр Хайфы Амрам Мицна заинтересовал этой идеей премьер-министра Израиля Ицхака Рабина, после чего правительство начало разрабатывать план тоннеля.
Только в 2007 г. началось строительство тоннеля, которое вела выигравшая конкурс китайская компания CCECC. Первые контейнеры с оборудованием для строительства были разгружены в порту Хайфы в мае 2007 года.
Тоннель прокладывался силами 500 китайских рабочих и инженеров, приглашённых в Израиль. Работы по прокладке велись круглосуточно, по семь дней в неделю, с большой долей применения ручного труда; на стройке постоянно находились не менее 180 человек. Скорость прокладки тоннеля в среднем составляла 4 метра в сутки. В январе 2009 года тоннель под горой Кармель был пробит насквозь — шедшие навстречу друг другу бригады рабочих встретились.
Общая стоимость строительства составила полтора миллиарда шекелей, из которых на долю государства пришлось 300 миллионов — остальное вложили частные инвесторы.
Торжественная церемония открытия тоннеля состоялась 30 ноября 2010 года. Движение по тоннелю началось с 6 часов утра 1 декабря 2010 года.